# Callander (Regno Unito)
Callander (in gaelico scozzese Calasraid; 2.700 ab. ca.) è un'ex-località termale della Scozia centrale, facente parte della contea di Stirling (contea storica: Perthshire) e situata nell'area delle Trossachs e lungo il corso del fiume Teith.
È considerata comunemente la "porta d'accesso" alle Highlands.

## Geografia fisica

### Collocazione
Callander si trova lungo il margine orientale del Loch Lomond & the Trossachs National Park, a circa metà strada tra Lochearnhead e Stirling (rispettivamente a sud della prima e a nord/nord-ovest della seconda).

## Società

### Evoluzione demografica
Al censimento del 2001, Callander contava una popolazione pari a 2.754 abitanti.

## Storia

### Il forte romano
Durante degli scavi condotti nel 1949, venne riportato alla luce un forte romano nei pressi di Bochastle Farm, vicino a Kilmahog, nei pressi di Callander; la scoperta venne effettuata grazie ad una fotografia aerea.
La costruzione del forte temporaneo di Callander, che ricopre un'estensione di circa quattro ettari, viene datata ai tempi della campagna di Gneo Giulio Agricola in Scozia, ed è probabilmente uno degli accampamenti più a nord dei romani prima di accedere alle Highland. Lo stesso toponimo del villaggio sembra derivare per i ricercatori dalla parola latina "calenda", che nel calendario romano indicava il primo giorno del mese.

## Architettura
Sulla via principale di Callander, si affacciano edifici storici risalenti alla fine del XIX secolo, l'epoca in cui la cittadina era una popolare località termale.

### Luoghi d'interesse
Tra i luoghi di interesse di Callander, vi è il Rob Roy and Trossachs Visitor Centre, che ospita un'esposizione sulla vita dell'eroe scozzese Rob "Roy" MacGregor.
Un'altra attrazione turistica nei pressi di Callander sono le Bracklinn Falls.

## Sport
- Callander Football Club - squadra di calcio